# Tralles (cràter)
Tralles és un cràter d'impacte irregular, unit a la vora nord-oest del cràter molt més gran Cleomedes, situat a la part nord-est de la Lluna. En aquesta posició, vist des de la Terra, el cràter apareix ovalat causa de l'escorç, tot i que és gairebé circular. A menys d'un diàmetre cap al nord-oest es localitza Has.

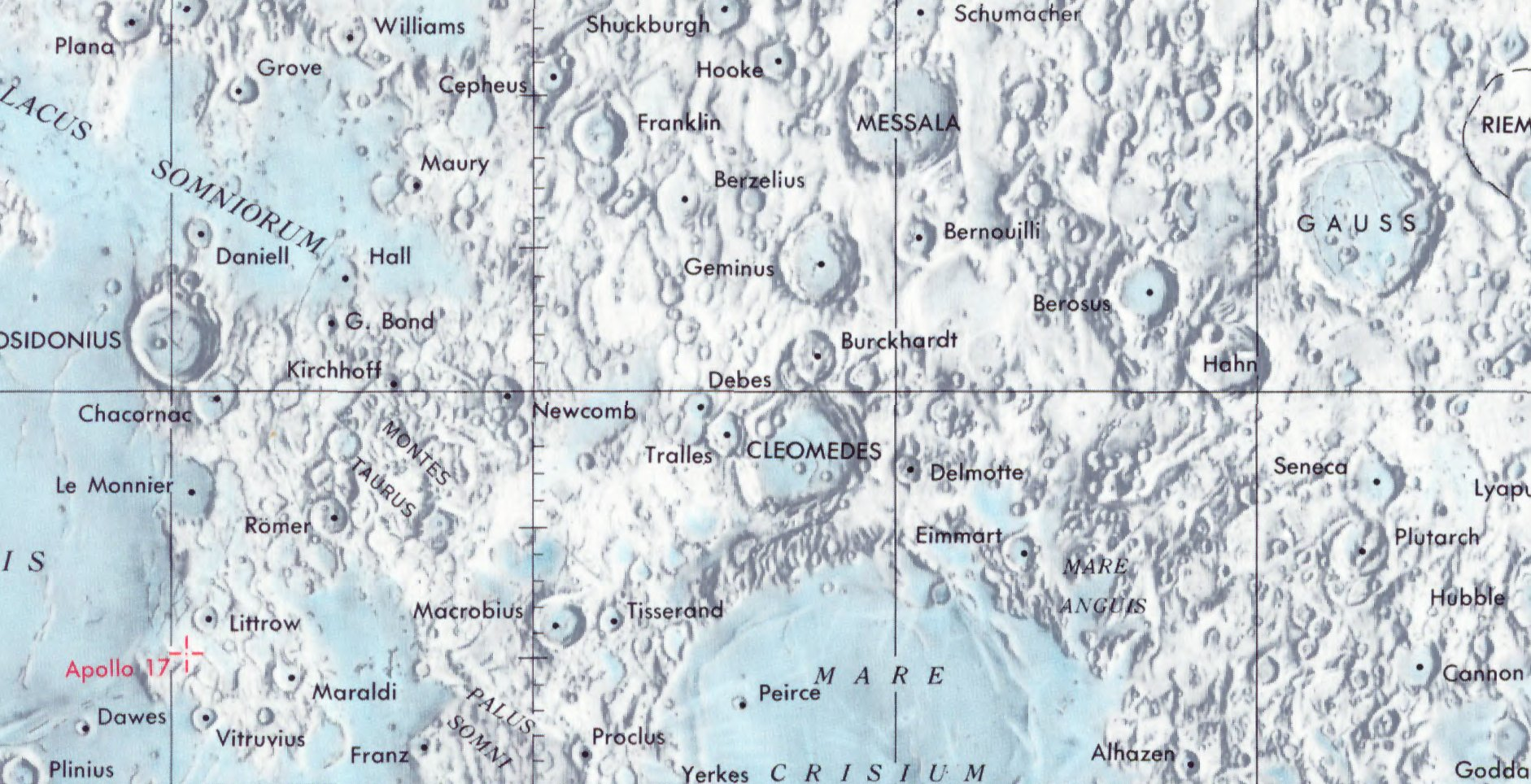
Localització de Tralles (centre de la imatge)
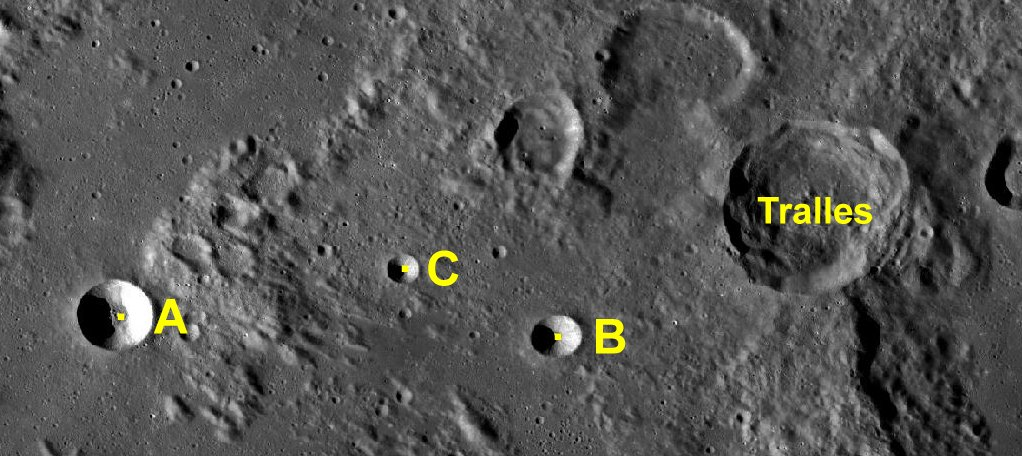
Cràters satèl·lit

Aquest és un impacte de forma estranya, amb un perímetre irregular. L'interior escarpat té l'aparença de tres cràters superposats, un a l'extrem sud, un segon a nord-est i un tercer a nord-oest. També presenta diversos petits cràters situats dins de la caòtica superfície interior.

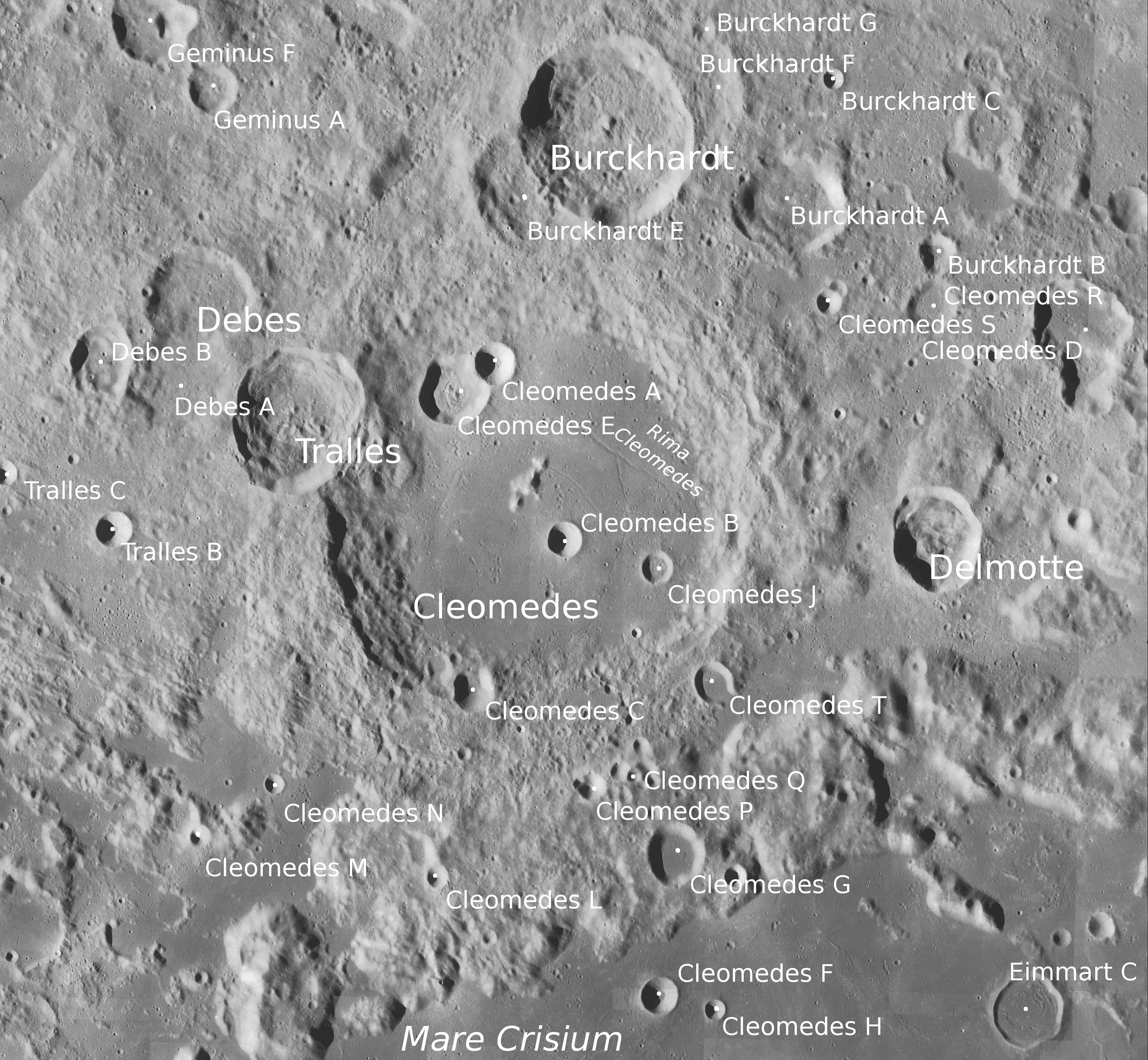
Rodalies de Tralles (fotografia de la LRO)

## Cràters satèl·lit
Per convenció aquests elements són identificats en els mapes lunars posant la lletra en el costat del punt central del cràter que està més proper a Tralles.
| Tralles | Coordenades                          | Diàmetre |
| ------- | ------------------------------------ | -------- |
| A       | 27° 30′ N, 47° 00′ E / 27.5°N,47.0°E | 18 km    |
| B       | 27° 18′ N, 50° 36′ E / 27.3°N,50.6°E | 11 km    |
| C       | 27° 48′ N, 49° 24′ E / 27.8°N,49.4°E | 7 km     |